# Sveučilište Sjever
Sveučilište Sjever je hrvatsko javno sveučilište koje djeluje u Varaždinu i Koprivnici. Peto je sveučilište u Hrvatskoj prema broju studenata. Sastoji se od ukupno dvadeset odjela raspodijeljenih u dva sveučilišna centra, Sveučilišni centar Varaždin i Sveučilišni centar Koprivnica, a nastalo je spajanjem Medijskog sveučilišta u Koprivnici i Veleučilišta u Varaždinu, čime je postalo osmo javno sveučilište u Hrvatskoj. Od 2021. godine Sveučilište je prisutno i u Đurđevcu kroz provedbu dislocirana studija računarstva.

## Uloga i suradnja
Sveučilište Sjever jedino je javno sveučilište koje djeluje na području sjeverne i središnj Hrvatske, uz Sveučilište u Zagrebu te je jedino koje ne nosi ime po gradu u kojemu djeluje. Službeno sjedište sveučilišta nalazi se u Koprivnici, iako sveučilišni centar u Varaždinu broji više studenata. Pojedini političari iz grada Varaždina pokrenuli su inicijativu za preimenovanjem u Sveučilište u Varaždinu, što je nadležno ministarstvo odbilo zbog očuvanja autonomije sveučilišta. Sveučilište Sjever nastavlja s provođenjem nastavnih programa prijašnjih institucija sastavnica, Medijskog sveučilišta u Koprivnici te Veleučilišta u Varaždinu uz širenje i na ostala područja znanosti. Zbog visokog udjela studijskih programa u tehničkom i biomedicinskom području često se naziva i tehničkim te STEM Sveučilištem. Sveučilište Sjever surađuje s brojnim javnim i privatnim subjektima, među kojima se ističu Podravka, Državni zavod za statistiku, Carlsberg, Belupo, Vindija, KBC Zagreb, Klinička bolnica Dubrava, Klinička bolnica Sveti Duh, Hrvatske željeznice, Dalekovod, Institut Ruđer Bošković, HAMAG BICRO, Hrvatska gospodarska komora, Hrvatski zavod za zapošljavanje, CARNET, FINA, Hrvatsko narodno kazalište u Varaždinu, Središnji državni zavod za razvoj digitalnog društva, KING ICT, Institut društvenih znanosti Ivo Pilar, Hrvatski Crveni križ, Nova TV, VTV televizija, Kaufland, PIK Vrbovec, Varteks i brojni drugi.

## Rangiranje sveučilišta
Prema URAP ljestvici Sveučilište Sjever je zauzelo 2254. mjesto na listi 3000 najboljih svjetskih sveučilišta. Prema QS World University Rankings ljestvici Sveučilište Sjever je zauzelo poziciju 601+ na razini Europe te 137. mjesto na razini Južne Europe.
Uz Sveučilište Sjever, iz Hrvatske su se na objema ljestvicama našli još samo Sveučilište u Zagrebu, Sveučilište u Splitu, Sveučilište u Rijeci i Sveučilište u Osijeku.
Prema Times Higher Education (THE) Impact Rankings 2025. ljestvici koja obuhvaća 25% najboljih sveučilišta, odnosno 2318 sveučilišta u svijetu, Sveučilište Sjever pozicionirano je u rasponu 401.-600., iza Sveučilišta u Splitu i Sveučilišta u Rijeci, a ispred Sveučilišta u Zagrebu i Sveučilišta u Dubrovniku. 

## Udruge i aktivnosti
Na Sveučilištu Sjever djeluju Studentski radio Pressedan, Studentska inicijativa Metastudij i udruga Mediapitch. Odjel logistike i održive mobilnosti u suradnji s Pomorskim fakultetom Sveučilišta u Rijeci sudjeluje u organizaciji međunarodne znanstvene konferencije o održivom prijevozu naziva SuTra.
Sveučilište Sjever je, uz Fakultet organizacije i informatike u Varaždinu i Grad Varaždin, suvlasnik Tehnološkog parka u Varaždinu.

## Sport i Esports
Sveučilište Sjever prisutno je u sportskim aktivnostima kroz vlastiti Savez sportskih udruga Sveučilišta Sjever, a geografski pripada UniSportovoj regiji Sjever. Esports tim Sveučilišta Sjever jedan je od osam tehničkih sveučilišta u Hrvatskoj koja prisustvuju Student Esports Tournamentu.

## Vizualni identitet
Sastavni dio vizualnog identiteta Sveučilišta Sjever čine znak, pismo te crvena i siva boja. Standard Sveučilišta Sjever propisuje primjenu vlastitog korporativnog pisma UNIN i UNIN Sans za administrativne, promotivne i izdavačke namjene.

## Sastavnice
Sveučilište čine 20 nastavnih odjela i 5 znanstvenih centara.

Znanstveni zavodi i centri:
- Centar za razvoj znanja i transfer tehnologija
- Centar za izdavačke i medijske studije
- Centar za digitalno nakladništvo
- Centar za razvoj digitalnih kompetencija i tehnologija e-učenja
- Centar za zdravstvenu metriku

Sveučilišni centar Koprivnica
- Odjel za medije i komunikaciju
- Odjel za ambalažu
- Odjel za komunikologiju, medije i novinarstvo
- Odjel za logistiku i održivu mobilnost
- Odjel za poslovanje i menadžment
- Odjel za prehrambenu tehnologiju
- Odjel za umjetničke studije
- Odjel za računarstvo i informatiku

Sveučilišni centar Varaždin
- Odjel za ekonomiju
- Odjel za elektrotehniku
- Odjel za fizioterapiju
- Odjel za geodeziju i geomatiku
- Odjel za glazbu i medije
- Odjel za graditeljstvo
- Odjel za mehatroniku
- Odjel za multimediju
- Odjel za odnose s javnostima
- Odjel za sestrinstvo
- Odjel za strojarstvo
- Odjel za tehničku i gospodarsku logistiku

## Studijski programi

### Prijediplomski studiji
- stručni prijediplomski studij Elektrotehnika
- stručni prijediplomski studij Multimedija, oblikovanje i primjena
- stručni prijediplomski studij Proizvodno strojarstvo
- stručni prijediplomski studij Graditeljstvo
- stručni prijediplomski studij Logistika i održiva mobilnost
- stručni prijediplomski studij Sestrinstvo
- stručni prijediplomski studij Mehatronika
- stručni prijediplomski studij Fizioterapija
- stručni prijediplomski studij Poslovanje i menadžment
- stručni prijediplomski studij Prehrambena tehnologija
- stručni prijediplomski studij Računarstvo i informatika
- sveučilišni prijediplomski studij Medijski dizajn
- sveučilišni prijediplomski studij Komunikologija, mediji i novinarstvo
- sveučilišni prijediplomski studij Zaštita okoliša, recikliranje i ambalaža
- sveučilišni prijediplomski studij Geodezija i geomatika
- sveučilišni prijediplomski studij Glazba i mediji

### Diplomski studiji
- sveučilišni diplomski studij Multimedija
- sveučilišni diplomski studij Strojarstvo
- sveučilišni diplomski studij Graditeljstvo
- sveučilišni diplomski studij Održiva mobilnost i logistički menadžment
- sveučilišni diplomski studij Sestrinstvo (Menadžment u sestrinstvu)
- sveučilišni diplomski studij Komunikologija, mediji i novinarstvo
- sveučilišni diplomski studij Medijski dizajn
- sveučilišni diplomski studij Poslovna ekonomija (Digitalna ekonomija i inovacije, Turizam, Međunarodna trgovina)
- sveučilišni diplomski studij Odnosi s javnostima
- sveučilišni diplomski studij Ambalaža, recikliranje i zaštita okoliša

### Specijalistički studiji
- sveučilišni specijalistički studij Poduzetništvo i EU fondovi

### Doktorski studiji
- doktorski studij Mediji i izdavaštvo (u suradnji sa Sveučilištem u Rijeci)[32]
- doktorski studij Mediji i komunikacija
- doktorski međunarodni združeni studij Međunarodni ekonomski odnosi i menadžment
- doktorski međunarodni združeni studij Obrazovne i komunikacijske znanosti